# Emilio Urrea Delgado
Emilio Urrea Delgado (Honda 1927 - Bogotá 1990) fue un político y empresario colombiano. Alcalde de Bogotá, era miembro del Partido Liberal Colombiano.

## Biografía
Fue concejal de Bogotá,consejero del presidente en el gobierno de Carlos Lleras Restrepo donde revisó documentos que dieron lugar a la fundación de entidades como el Icetex, Colciencias, Colcultura y el Instituto Colombiano de Bienestar Familiar.En el gobierno de Misael Pastrana fue nombrado Alcalde de Bogotá.Participó en la inauguración del Planetario de Bogotá. Se desempeñó como senador de la República. Hizo parte de la Comisión Nacional de Negociación y Diálogo en el gobierno de Belisario Betancur.Además fue presidente de Fenalco.

## Obras
- El Timbre ha sonado dos veces
- Dos años frente al comercio
- La Integración Popular